# Pink dollar

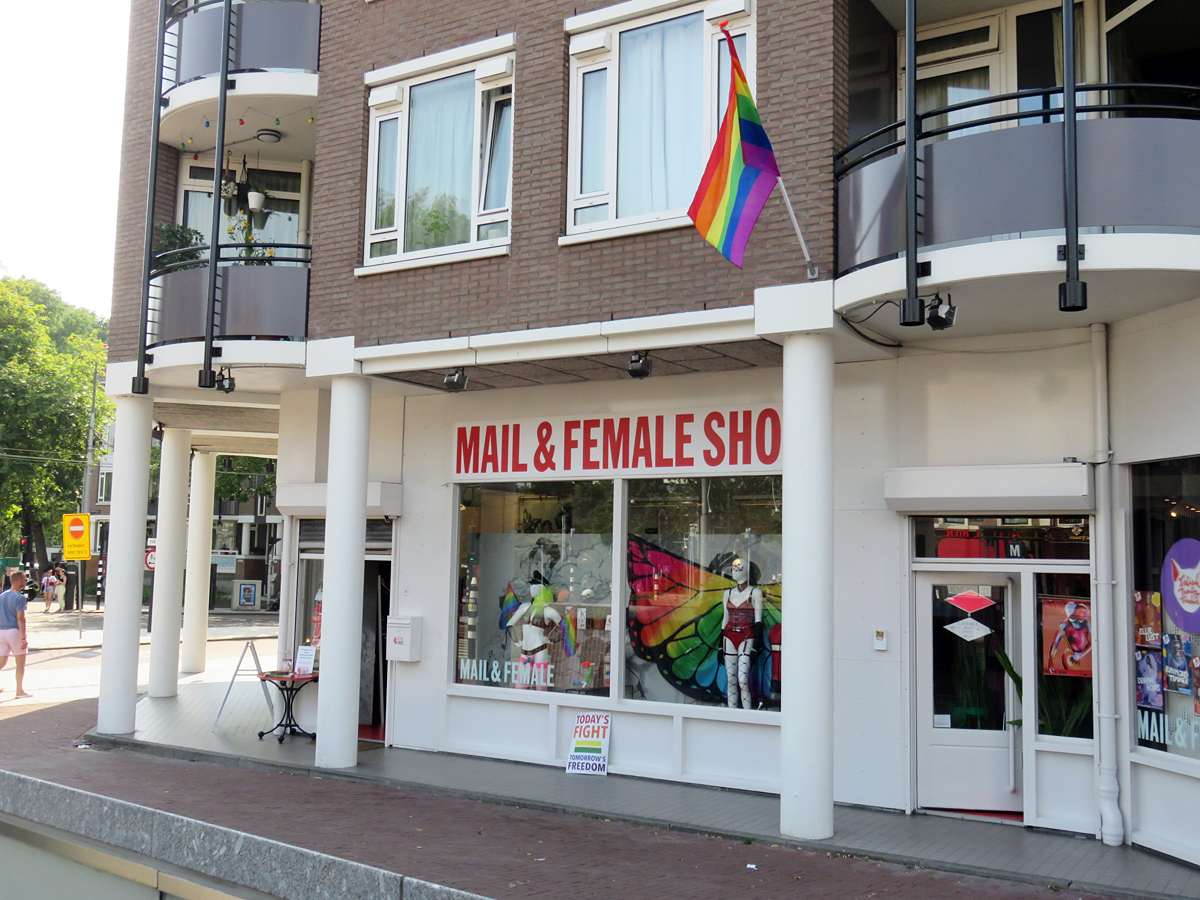
Sklep z asortymentem skierowanym do osób LGBT w Amsterdamie

Pink dollar, Dorothy dollar (z ang. „różowe dolary”) – określenie opisujące siłę nabywczą osób LGBT w USA. Spotykane jest też określenie „blue dollar” (niebieskie dolary), które dotyczy tylko lesbijek.

## Alternatywne nazwy
W Wielkiej Brytanii termin jest znany w formie „Pink pound”, natomiast w Polsce jako „różowa złotówka”

## Siła nabywcza

### Szacowana wartość
W 2006 roku siłę nabywczą osób LGBT oszacowano w USA na 641 miliardów dolarów.

### Tendencje
Badanie zauważa, że społeczność LGBT+ jest mocno zróżnicowana wewnętrznie, m.in. pod względem wieku, tożsamości płciowej, wykształcenia, poziomu zamożności, ale zauważa też pewne tendencje:
- osoby LGBT są generalnie bardziej aktywne fizycznie (trening nawet 4 razy w tygodniu),
- osoby LGBT+ są bardziej aktywne pod względem towarzyskim (wychodzenie do barów, dyskotek etc.),
- osoby LGBT chętniej inwestują w zdrowie i wygląd,
- zarówno konsumenci heteroseksualni, jak i konsumenci LGBT+ cenią sobie firmy, które inwestują w różnorodność i równość wśród swoich pracowników,
- kobiety LGBT+ w wieku 18–39 lat cenią sobie wygodę i jakość, są w stanie inwestować więcej w produkty dobrej jakości, produkty markowe, a także wolą jeść poza domem niż gotować
- kobiety LGBT+ powyżej 40. roku życia kupują natomiast więcej środków czystości i artykułów gospodarstwa domowego oraz produktów do higieny osobistej,
- młodzi mężczyźni LGBT+ inwestują w wygląd, kupują więc więcej produktów do pielęgnacji oraz do makijażu.
- mężczyźni LGBT+ mają też skłonność do korzystania z promocji cenowych i świadomego szukania najtańszej oferty, oraz zwracają uwagę na nowinki,
- niezależnie od wieku mężczyźni LGBT+ lubią gotować i uznają to za swoje hobby[4][5].

### Wykorzystanie
Niektóre firmy, dostrzegając w rynku niezagospodarowany potencjał (np. w Polsce osoby LGBT to 10% konsumentów według badania „Różowe złotówki” przeprowadzonego przez Nielsen), kierują specjalne kampanie reklamowe skierowane do gejów i lesbijek.

#### American Airlines
Przykładowo American Airlines zwiększyły swoje wpływy od tej grupy klientów z 20 milionów dolarów w 1994 roku do 193,5 miliona w 1999 po utworzeniu specjalnego zespołu zajmującego się marketingiem skierowanym do gejów i lesbijek.

#### Polskie Linie Lotnicze
W 2014 Polskie Linie Lotnicze LOT miały specyficzną ofertę dla osób LGBT.

#### Ben & Jerry’s
W 2018 firma Ben & Jerry's została sponsorem Parady Równości w Warszawie, umożliwiając stworzenie wodno-świetlnego hologramu. Wartość wzmianek wyliczono na prawie 2 miliony złotych. Nazwa firmy Ben&Jerry’s pojawiła się w 40 proc. informacji o akcji, w łącznie 2,6 tys. publikacji, które wygenerowały 37,6 miliona kontaktów z nimi.